# Partielle Substitutionsschrift
Die partielle Substitutionsschrift ist ein – nicht besonders sicheres – kryptographisches Verfahren, das ab dem 9. Jahrhundert in zahlreichen mittelalterlichen Handschriften, beispielsweise bei den Trierer Versen verwendet wurde.
Bei der Variante bfk-Chiffrierung werden die Vokale durch den jeweils nächsten Konsonanten (des klassischen lateinischen Alphabets) ersetzt. Anstatt "a" schreibt man also "b", "e" wird durch "f" ersetzt, "i" durch "k", "o" durch "p", und "u" durch "x". Alle Konsonanten bleiben unverändert. Aus den ersten drei Umformungen leitet sich die Bezeichnung der Chiffrierung ab. Eine Variante der bfk-Geheimschrift ist die cgl-Chiffrierung, bei der die Vokale durch den jeweils übernächsten Konsonanten ersetzt werden. Diese Geheimschrift hatte offenbar keinen Charakter der Datenverschlüsselung, sondern war wohl eher spielerisch eingesetzt worden, dafür spreche eine leichte Entschlüsselbarkeit.

Ein fiktives Beispiel zur bfk-Chiffrierung: "Neumondaufstieg" wird zu "Nfxmpndbxfstkfg" im Geheimtext.
Sie ist daher wegen fehlender Eindeutigkeit (Doppelbesetzung der Konsonanten) mit der Caesar-Verschlüsselung nicht vergleichbar.
Erste urkundliche Erwähnung soll um 800 – 850 n. Cr. als älteste Schrift sein,  ihre Blütezeit der Glossenkryptographie sei im 10. und 11. Jahrhundert gewesen.